# ویلی کولون
ویلی کولون (انگلیسی: Willie Colón؛ زادهٔ ۲۸ آوریل ۱۹۵۰) یک موسیقی‌دان اهل ایالات متحده آمریکا است. وی از سال ۱۹۶۶ میلادی تاکنون مشغول فعالیت بوده‌است.
از فیلم‌ها یا برنامه‌های تلویزیونی که وی در آن نقش داشته است می‌توان به ممکن است برای تو اتفاق بیفتد اشاره کرد.